# Biskupi płoccy
Biskupi płoccy – biskupi diecezjalni, biskupi koadiutorzy i biskupi pomocniczy diecezji płockiej.

## Biskupi

### Biskupi diecezjalni
| Lata urzędowania | Biskup | Biskup                      | Uwagi |
| ---------------- | ------ | --------------------------- | --- |
| ok. 1088         |        | Stefan                      | pierwszy historyczny biskup płocki |
| koniec XI wieku? |        | Filip                       | |
| ?–1103?          |        | Heinrich von Siegburg       | prawdopodobnie złożony z urzędu przez legata Gwalona; nie jest pewne, czy był biskupem płockim                                                       |
| 1103?–1129       |        | Szymon                      | |
| 1129–1156        |        | Aleksander z Malonne        | |
| 1156–1170        |        | Werner                      | |
| ok. 1170–po 1180 |        | Lupus                       | |
| 1187?–1206       |        | Wit z Chotela               | |
| 1206–1223        |        | Gedko Sasinowic             | |
| 1223–1227        |        | Jan Gozdawita               | |
| 1227–1232        |        | Gunter Prus                 | |
| 1232–1239        |        | Piotr (I)                   | |
| 1239–1244        |        | Andrzej z Brzeźnicy         | |
| 1245–1254        |        | Piotr Brevis                | |
| 1254–1260        |        | Andrzej Ciołek              | |
| 1261–1270        |        | Piotr Niedlich              | |
| 1271–1294        |        | Tomasz                      | |
| 1294–1296        |        | Gedko                       | |
| 1297–1310        |        | Jan Wysoki                  | |
| 1310–1317        |        | Jan Abrahamowic             | |
| 1318–1333        |        | Florian z Kościelca         | |
| 1337–1357        |        | Klemens Pierzchała          | |
| 1357–1363        |        | Bernard                     | |
| 1363–1365        |        | Imisław Wroński             | |
| 1365–1367        |        | Mikołaj z Gulczewa          | |
| 1368–1375        |        | Stanisław Sówka z Gulczewa  | |
| 1375–1381        |        | Dobiesław Sówka             | |
| 1381–1390        |        | Ścibor z Radzymina          | |
| 1390–1393        |        | Henryk mazowiecki           | |
| 1393–1396        |        | Maffiolus de Lampugnano     | |
| 1396–1425        |        | Jakub z Korzkwi             | |
| 1425–1439        |        | Stanisław z Pawłowic        | |
| 1439–1463        |        | Paweł Giżycki               | |
| 1463–1471        |        | Ścibor z Gościeńczyc        | |
| 1471–1480        |        | Kazimierz III płocki        | |
| 1480–1497        |        | Piotr z Chotkowa            | |
| 1498             |        | Jan Lubrański               | następnie biskup diecezjalny poznański |
| 1498–1504        |        | Wincenty Przerębski         | następnie biskup diecezjalny kujawski |
| 1504–1522        |        | Erazm Ciołek                | |
| 1523–1527        |        | Rafał Leszczyński           | |
| 1527–1535        |        | Andrzej Krzycki             | następnie arcybiskup metropolita gnieźnieński i prymas Polski                                                                                        |
| 1535–1537        |        | Jan Chojeński               | następnie biskup diecezjalny krakowski |
| 1537–1538        |        | Piotr Gamrat                | następnie biskup diecezjalny krakowski, od 1541 jednocześnie arcybiskup metropolita gnieźnieński i prymas Polski                                     |
| 1538–1541        |        | Jakub Buczacki              | |
| 1541–1546        |        | Samuel Maciejowski          | następnie biskup diecezjalny krakowski |
| 1546             |        | Jan Bieliński               | |
| 1546–1567        |        | Andrzej Noskowski           | |
| 1567–1577        |        | Piotr Myszkowski            | następnie biskup diecezjalny krakowski |
| 1577–1590        |        | Piotr Dunin Wolski          | |
| 1591–1606        |        | Wojciech Baranowski         | następnie biskup diecezjalny kujawski, późniejszy arcybiskup metropolita gnieźnieński i prymas Polski                                                |
| 1606–1616        |        | Marcin Szyszkowski          | następnie biskup diecezjalny krakowski |
| 1618–1624        |        | Henryk Firlej               | następnie arcybiskup metropolita gnieźnieński i prymas Polski                                                                                        |
|                  |        | Jan Kuczborski              | nominat (1624) |
| 1624–1627        |        | Hieronim Cielecki           | |
| 1627–1640        |        | Stanisław Łubieński         | |
| 1640–1655        |        | Karol Ferdynand Waza        | jednocześnie biskup diecezjalny wrocławski |
| 1655–1674        |        | Jan Gembicki                | następnie biskup diecezjalny kujawski |
| 1674–1681        |        | Bonawentura Madaliński      | następnie biskup diecezjalny kujawski |
| 1682–1692        |        | Stanisław Kazimierz Dąmbski | następnie biskup diecezjalny kujawski, późniejszy biskup diecezjalny krakowski                                                                       |
| 1692–1699        |        | Andrzej Chryzostom Załuski  | następnie biskup diecezjalny warmiński |
| 1699–1721        |        | Ludwik Bartłomiej Załuski   | |
| 1723–1736        |        | Andrzej Stanisław Załuski   | następnie biskup diecezjalny łucki, późniejszy biskup diecezjalny chełmiński i biskup diecezjalny krakowski                                          |
| 1737–1752        |        | Antoni Sebastian Dembowski  | następnie biskup diecezjalny kujawski |
| 1753–1758        |        | Józef Eustachy Szembek      | |
| 1759–1773        |        | Hieronim Antoni Szeptycki   | |
| 1773–1784        |        | Michał Jerzy Poniatowski    | następnie arcybiskup metropolita gnieźnieński i prymas Polski                                                                                        |
| 1785–1797        |        | Krzysztof Hilary Szembek    | |
| 1797–1809        |        | Onufry Kajetan Szembek      | |
| 1809–1817        |        | Tomasz Ostaszewski          | |
| 1817–1836        |        | Adam Michał Prażmowski      | |
| 1836–1852        |        | Franciszek Pawłowski        | |
| 1863–1875        |        | Wincenty Teofil Popiel      | następnie biskup diecezjalny kujawsko-kaliski, późniejszy arcybiskup metropolita warszawski                                                          |
| 1883–1885        |        | Kasper Borowski             | |
| 1889–1896        |        | Michał Nowodworski          | |
|                  |        | Franciszek Symon            | nominat (1897–1901) |
| 1901–1903        |        | Jerzy Józef Szembek         | następnie arcybiskup metropolita mohylewski |
| 1904–1908        |        | Apolinary Wnukowski         | następnie arcybiskup metropolita mohylewski |
| 1908–1941        |        | Antoni Julian Nowowiejski   | arcybiskup, beatyfikowany Kościoła katolickiego |
| 1946–1961        |        | Tadeusz Paweł Zakrzewski    | |
|                  |        | Jan Wosiński                | administrator apostolski sede plena w latach 1962–1964                                                                                               |
| 1964–1988        |        | Bogdan Marian Sikorski      | |
|                  |        | Zygmunt Kamiński            | administrator apostolski sede plena w latach 1984–1988, następnie biskup diecezjalny płocki, późniejszy arcybiskup metropolita szczecińsko-kamieński |
| 1988–1999        |        | Zygmunt Kamiński            | następnie arcybiskup metropolita szczecińsko-kamieński                                                                                               |
| 1999–2006        |        | Stanisław Wielgus           | następnie arcybiskup metropolita warszawski |
| 2007–2022        |        | Piotr Libera                | |
|                  |        | Kazimierz Nycz              | administrator apostolski sede plena w 2019 |
|                  |        | Wiesław Śmigiel             | administrator apostolski sede vacante w 2022 |
| od 2022          |        | Szymon Stułkowski           | |

### Biskupi pomocniczy
| Lata urzędowania | Biskup | Biskup                           | Uwagi                                                                                                   |
| ---------------- | ------ | -------------------------------- | --- |
| 1383             |        | Filip                            | |
| 1408             |        | Jakub                            | |
| 1410             |        | Marian                           | |
| 1413             |        | Piotr                            | |
| 1427             |        | Marek                            | |
| 1463–1474        |        | Mikołaj                          | |
| 1474–1490        |        | Jakub                            | |
| 1490–1496        |        | Jakub                            | |
| 1496–1513        |        | Michał z Raciąża                 | |
| 1514–1530        |        | Piotr Lubart                     | |
| 1532–1546        |        | Mikołaj Broliński                | |
| 1546–1583        |        | Jakub Bieliński                  | |
| 1585–1596        |        | Stanisław Brzozowski             | |
| 1595–1604        |        | Jan Zamoyski                     | następnie arcybiskup metropolita lwowski                                                                |
| 1614–1643        |        | Stanisław Starczewski            | |
| 1643–1655        |        | Wojciech Tolibowski              | następnie biskup diecezjalny poznański                                                                  |
| 1655–1664        |        | Zygmunt Czyżowski                | następnie biskup diecezjalny łucki (nominat)                                                            |
| 1664–1690        |        | Stanisław Całowański             | |
| 1671–1674        |        | Bonawentura Madaliński           | koadiutor, następnie biskup diecezjalny płocki, późniejszy biskup diecezjalny kujawski                  |
| 1691–1698        |        | Ludwik Tolibowski                | |
| 1696–1709        |        | Marcin Załuski                   | |
| 1709–1719        |        | Paweł Antoni Załuski             | |
| 1732–1765        |        | Marcin Załuski                   | |
| 1764–1779        |        | Kazimierz Rokitnicki             | |
| 1778–1799        |        | Antoni Tadeusz Norbert Narzymski | |
| 1779–1782        |        | Michał Żurawski                  | |
| 1782–1791        |        | Wojciech Józef Gadomski          | |
| 1791–1814        |        | Michał Maurycy Mdzewski          | |
| 1805–1822        |        | Antoni Luboradzki                | |
| 1823–1838        |        | Konstanty Wincenty Plejewski     | |
| 1829–1833        |        | Wawrzyniec Gutowski              | |
| 1829–1836        |        | Franciszek Pawłowski             | koadiutor, następnie biskup diecezjalny płocki                                                          |
| 1842–1856        |        | Antoni Melchior Fijałkowski      | następnie arcybiskup metropolita warszawski                                                             |
| 1872–1883        |        | Aleksander Gintowt-Dziewałtowski | następnie biskup koadiutor mohylewski, późniejszy arcybiskup metropolita mohylewski                     |
| 1884–1889        |        | Henryk Piotr Kossowski           | następnie biskup pomocniczy kujawsko-kaliski                                                            |
| 1918–1925        |        | Adolf Szelążek                   | następnie biskup diecezjalny łucki                                                                      |
| 1928–1941        |        | Leon Wetmański                   | beatyfikowany Kościoła katolickiego                                                                     |
| 1950–1970        |        | Piotr Dudziec                    | |
| 1962–1991        |        | Jan Wosiński                     | |
| 1984–1988        |        | Zygmunt Kamiński                 | koadiutor, następnie biskup diecezjalny płocki, późniejszy arcybiskup metropolita szczecińsko-kamieński |
| 1985−2017        |        | Roman Marcinkowski               | |
| 1986–1992        |        | Andrzej Suski                    | następnie biskup diecezjalny toruński                                                                   |
| od 2016          |        | Mirosław Milewski                | |